# Museum van Gelithografeerde Blikken
Het Museum van Gelithografeerde IJzeren Blikken is een museum te Grand-Hallet in de buurt van Hannuit in België. De blikken uit de periode 1868 tot heden zijn sinds 1988 verzameld door Yvette Dardenne, eigenaar van het museum. Het is de grootste collectie gelithografeerde blikken in de wereld. Het museum is verspreid over drie gebouwen. De collectie is zoveel mogelijk naar thema's gesorteerd. De duur van een rondleiding is ongeveer twee uur. Voor de kinderen is er ook een mini-dierenpark.

## Collectie
De collectie bestaat anno 2016 uit meer dan 57000 blikken. Enkele opmerkelijke exemplaren zijn:
- 100000 Reichsmark Bonbon, E Wolff's Nachfolger, Strassburg-Neudorf
- een broodtrommeltje met afbeeldingen president Paul Kruger
- een KLM-vliegtuig
- het schip Normandie

## Afbeeldingen

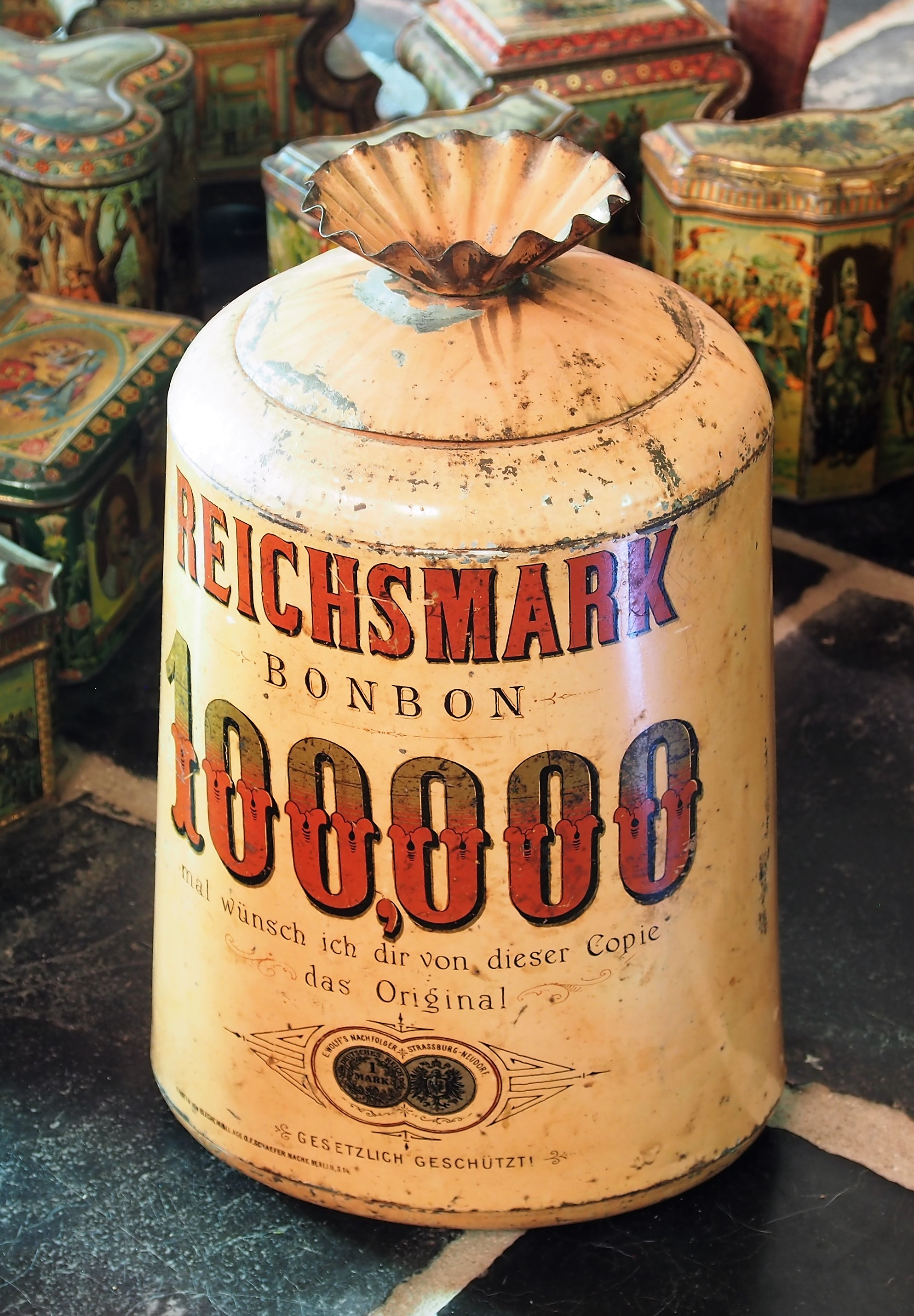
100000 Reichsmark Bonbon
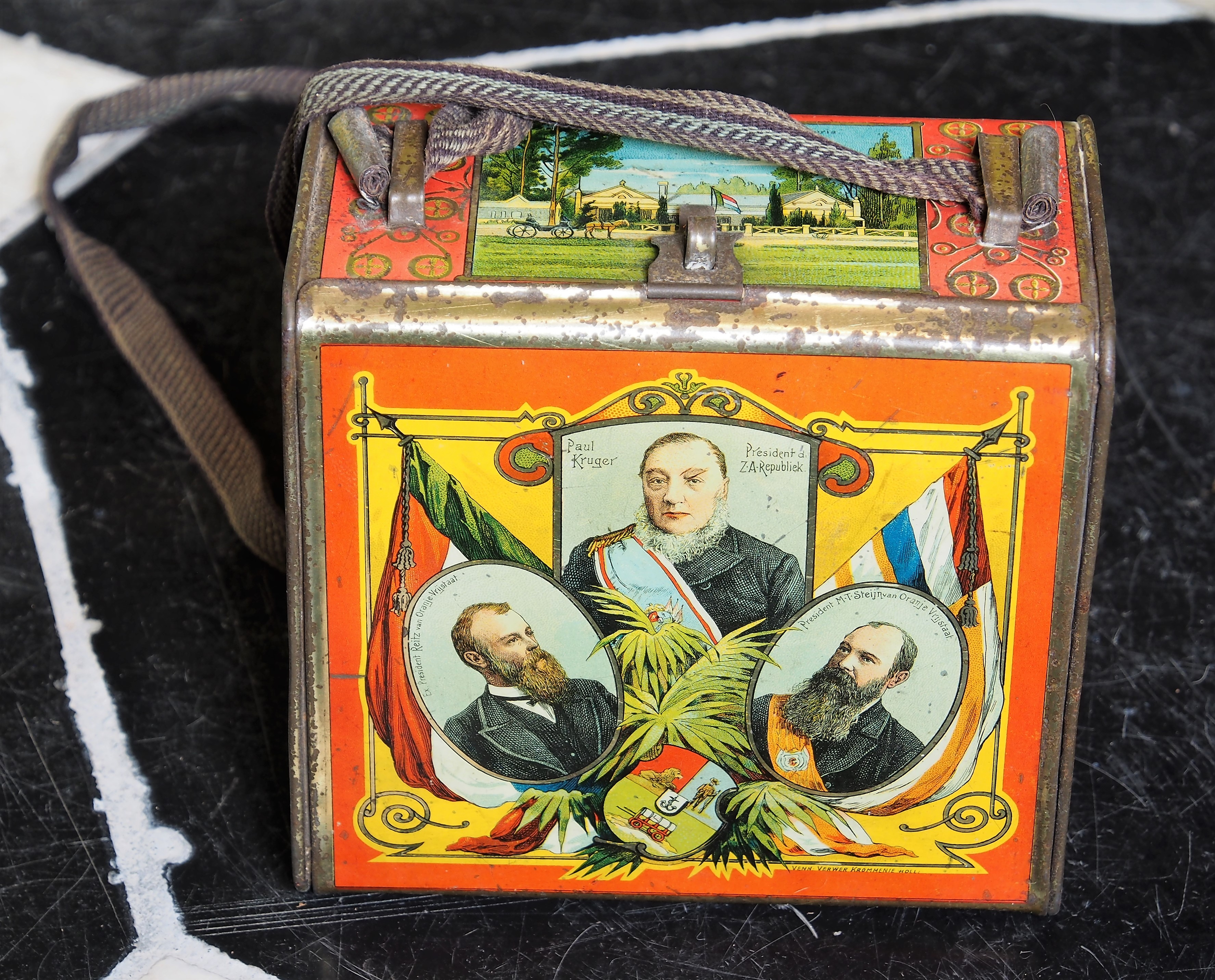
President Paul Kruger
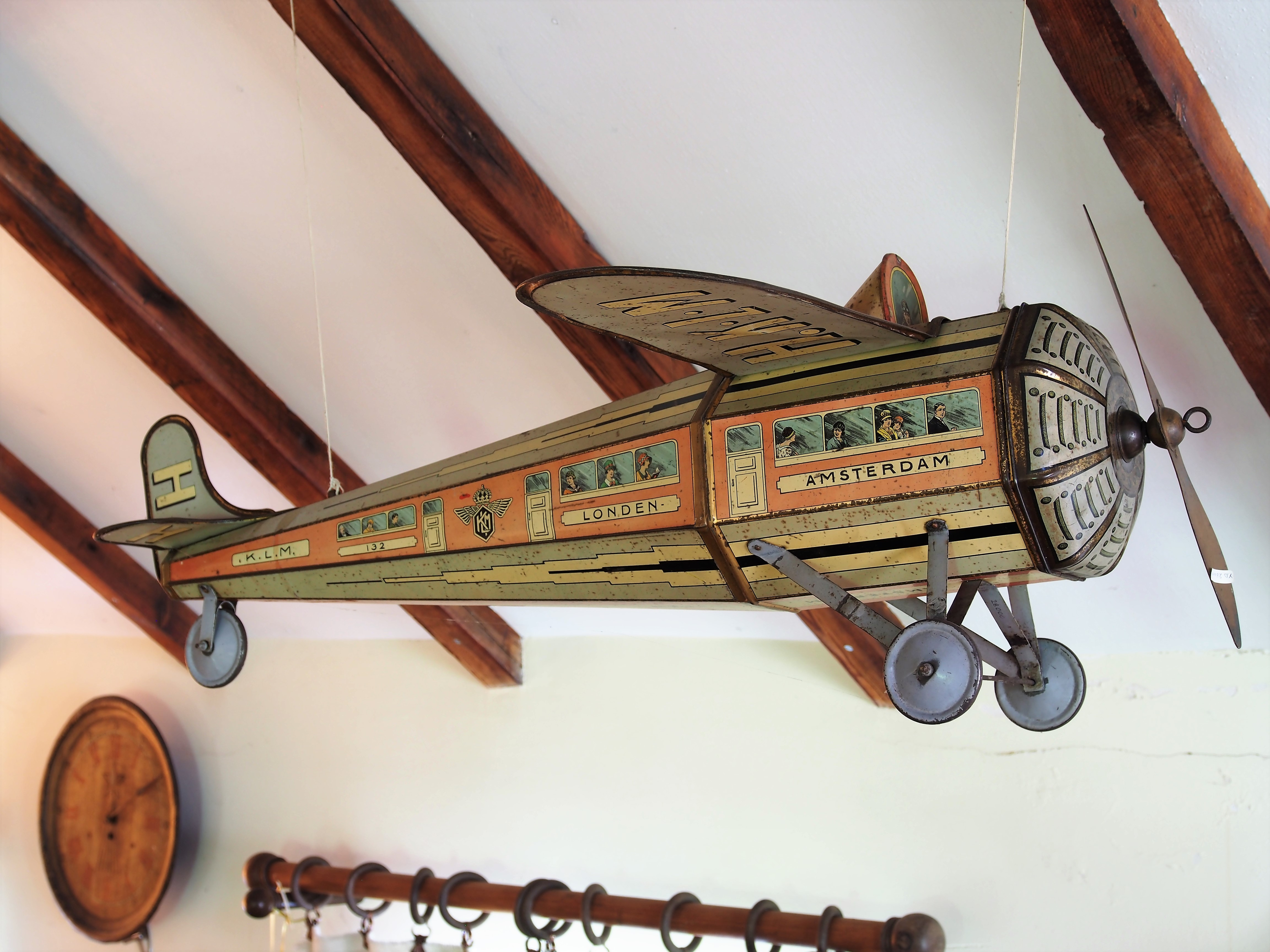
KLM vliegtuig
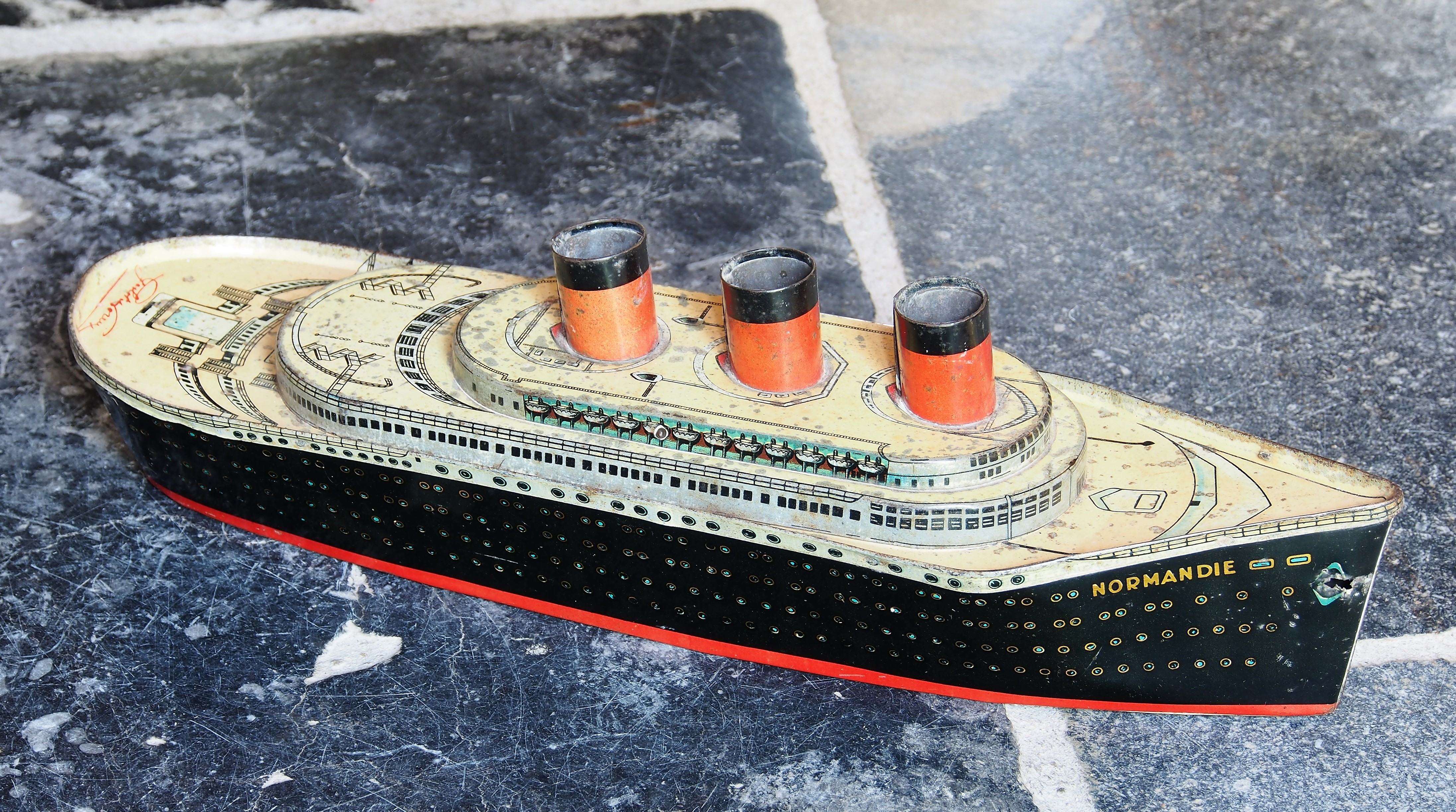
Normandie